# 大間越関所跡
大間越関所跡（おおまごしせきしょあと）は、青森県西津軽郡深浦町大間越にある、江戸時代の関所跡である。

## 概要

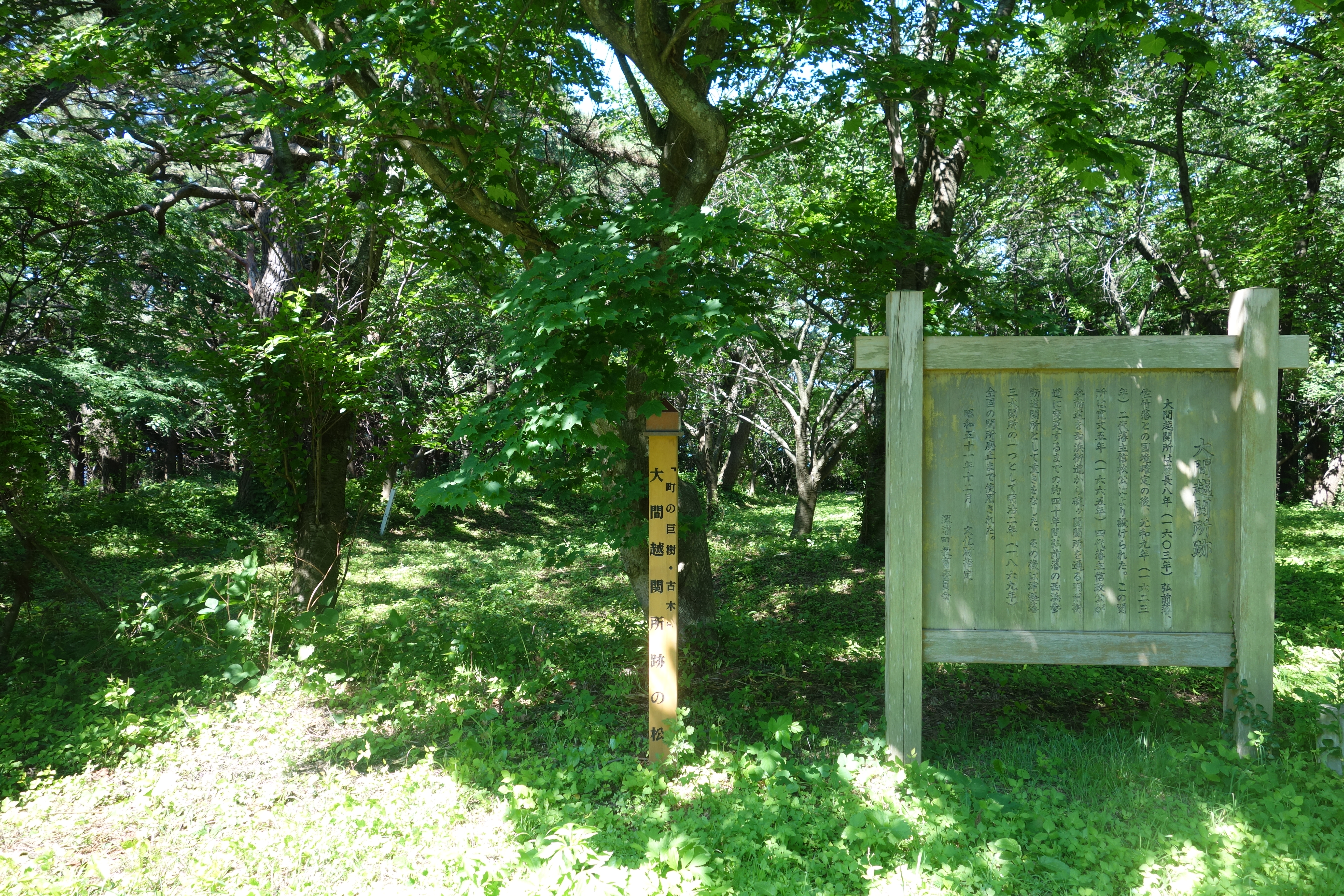
大間越関所跡

深浦町大間越の集落南端近くから津梅川を渡り、山道を登っていくと大間越関所跡に着く。頂上は平坦で老松が残り、番所や柵の配置などが想定できる。海岸に突き出た高所で、往来の取り締まりや藩境の警備に絶好の場所であったと思われる。
大間越関所は、碇ヶ関御関所、野内関所とともに「津軽三関」の1つで、1665年（寛文5年）に、参勤交代が碇ヶ関経由に変更になるまで、津軽藩の大名行列はこの関所を通った。番所役人の構成は4ヶ月交代で勤務した2人の町奉行の他は、町同心警護、町同心、町年寄各15人、名主2人、月行事5人で、その土地の居住者に限られていた。番所の役割は通行人の監視、禁輸品の調査、輸出入品の課税と切手の点検、御仮小屋の管理、藩への連絡、藩境の警備などであった。1717年から1721年の5年間の月平均通行人は40人で、他の関所に比べてはるかに少なかった。1869年（明治2年）に新政府の通達により関所は廃止された。
現在は福寿草が植えられていて、福寿草公園として整備されている。福寿草公園は以前は1980年（昭和55年）からは、関所を守っていた笹森氏の居城だった垣上館跡に整備されていた。垣上館は大間越関所の1つ北の台地の上にあって、道路が国道で分断されるまで水田を耕作していた。そのため、土地の地質・排水が悪く大間越関所跡に移動した。また、大間越関所跡は1976年（昭和51年）に深浦町指定記念物の史跡に指定されている。
津軽藩側の資料では1603年（慶長8年）津軽為信と、秋田に転封になった佐竹義宣の間で、正式に藩境が決定とされる。矢立峠より南の津軽領と、大間越周辺の秋田領を交換したとされるがこれには論議が存在する。秋田側の資料では1618年に高屋豊前ほか2人と、梅津政景が現地で会い、双方相談協議の上境界を決したとされ、梅津政景日記には、その際の経緯が記録されている。この国境確定の後に大間越に関番所が建てられた。1622年には町奉行所が設置された。町奉行所は旧小学校跡地にあった。

## 歴史

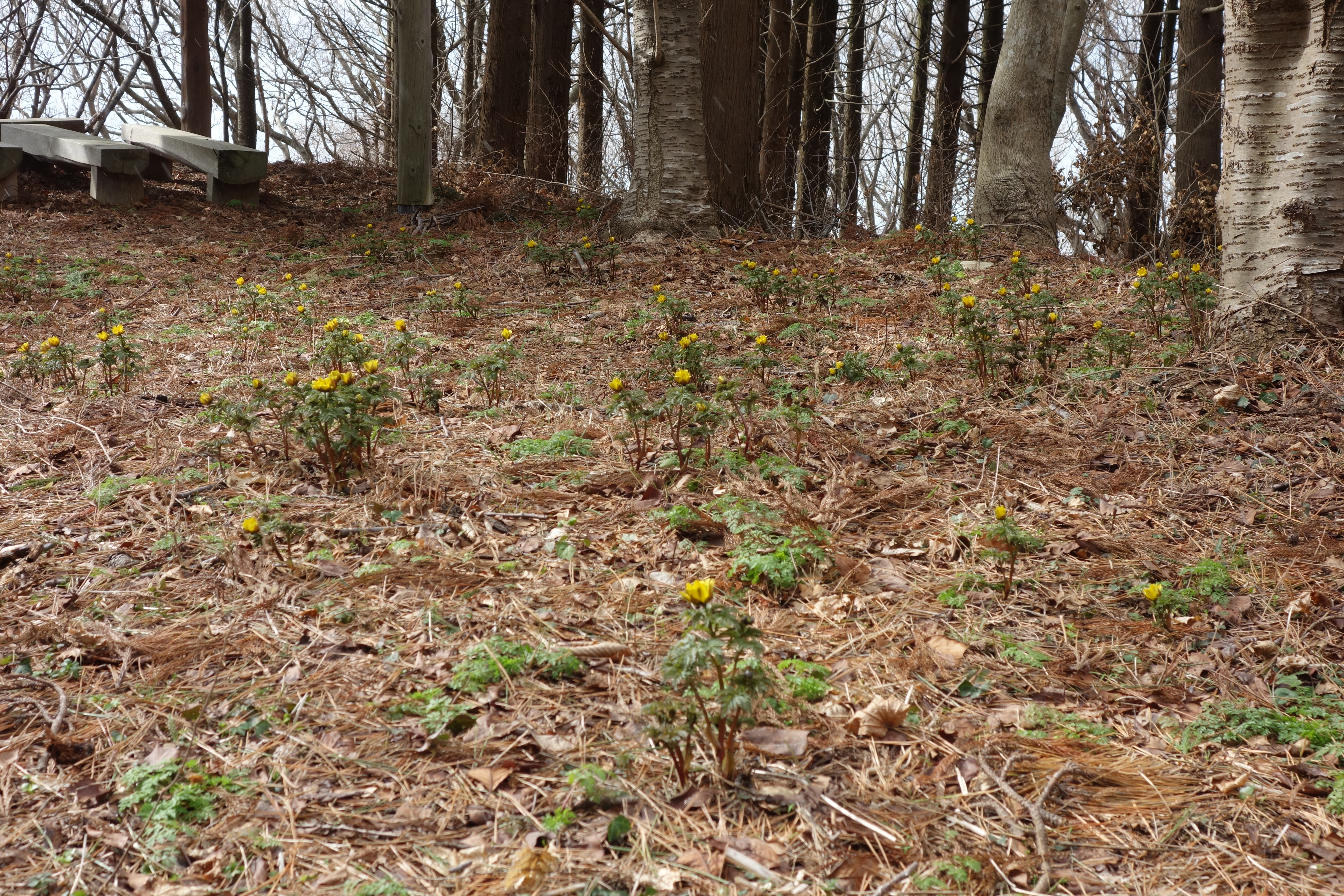
関所跡にある福寿草公園の福寿草

1585年（天正13年）津軽藩初代藩主津軽為信は、小田原攻めをしていた豊臣秀吉に謁見し、津軽安堵の朱印状を賜った。このときの道筋は、大間越口であった。
藩政初期の藩主は江戸往来に西浜街道を利用しこの場所を通っている。1665年（寛文5年）に津軽信政の江戸からの帰国からは碇ヶ関御関所が使用されている。また、松前藩の藩主も始めはこの地を通っている。松前藩主の通行は1666年（寛文6年）に変更された。
またこの関所は巡検使も通った。1633年（寛永10年）には、2百人ほどの巡検使の一行がここを通っている。1667年からは碇ヶ関を通ることが恒例になった。
主要道の変更により、弘前城の追手門は北門から、現在の追手門に変更されている。
津軽信政はこの関所に関心があったものらしく、1684年（貞享元年）や1694年（元禄7年）に、領内巡視の際にこの地まで巡視している。
1785年8月、菅江真澄は秋田から大間越を通って初めて津軽藩に入る。
1801年11月、菅江真澄は何年かを過ごした津軽藩から離れ久保田藩に入る。
1802年8月27日、伊能忠敬は測量のためにこの関所を通る。「直に峠を上る。津軽弘前番所あり。険阻なり」と『測量日記』に記している。
1811年（文化8年）津軽藩は、異国船出没等に備えて、大間越には武器が整備された。『青森県史』にはその時の武器が記録されていて、関所に槍が10本、鉄砲が10挺などが、町の奉行所にも槍が10本、鉄砲が10挺などが備えられた。
1821年（文政4年）津軽寧親は相馬大作事件のために、相馬大作が待ち伏せを行っている街道を避け、この関所を通り弘前に帰国した。その参勤のルートを変更する名目は、海岸防備の視察であった。
1834年（天保5年）津軽信順は参勤交代のために、この関所を通って江戸に向かった。
1841年（天保12年）船遊亭扇橋は、秋田の八森銀山で寄席の興業をしていたが、深浦での興業を勧められ、大間越を越えて深浦まで移動したが、深浦では芸人が逗留できないと聞き、空しく秋田に戻った。「だまされてはまる深浦大間越われは不覚の大間抜けなり」という歌を歌っている。

## 松浦武四郎の記録
松浦武四郎は1850年（嘉永3年）に大間越関所を通り、その時のエピソードを『東奥沿海日誌』に記録している。
関所の門に逆茂木をゆわいて防備を厳重にして、峠の上に番所を構えている。ここには、弘前から物頭格の侍が1人と下役の者が7,8人も来ていて、往来する旅人から銭をむさぼり取っているのである。その取り方は、他の国にはめったにないようなやり方である。まず旅人が行くのを待っていて、国や居所を聞き、いろいろとむずかしいことを言って、銭を出さなければここから追い返すぞと言わんばかりの様子で「ここの問屋を通して願い出よ」と言って町に返してやり、さて問屋に行けば60文の判銭と32文の袴代を取って切手（手形、切符）を出すのである。もしもわずかな問題などがあれば、1貫文も袖の下として取られてしまう。
私が初めてこの領内に入る時は、碇ヶ関から入ったが、商売人ではない者は入国を禁ずると申されたので、その夜は村に泊まり、宿の亭主に酒などをのませて、その口ききで通してもらったが、何かに経費がかかって2貫文ばかりつかってしまった。
それ故、この国と隣り合わせの、秋田や南部の者は皆「間道」を通るということである。そのために、間道の方が至って道路も良く往来しやすいそうである。思うにこのような状態では、番所詰めに必要な経費としての上げ銭もとれないからかえって領主に損になっているのではないか。もし、国のために必要で置いてある番所ならば、銭をむさぼり取らないようにして、往来の諸人がみな本道を通るようにしたいものである。
さて、弘化2年の秋に秋田の岩館番所を通った時には、65文とられたが、3年後の弘化4年の6月に通った際には、20文の袴代をとって切手を出してくれたので、そのわけを村人に聞いたら「1人から65文ずつ取った時には、旅人がみな間道を通ったが、最近、久保田から役人衆が来て、それでは旅人が難儀するといって、1人20文に値下げることになった。そうしたら上げ銭もかえって多くなった」ということである。これはやはり旅人が安い値段で本道を通れるようになったからである。津軽の方も、そのようにすればかえって領内の用心になり収益も多くなるのではないだろうか。
関所を通ると町があって、裏は谷川になっている。流れは岩角に当たって、勢いすさまじく市場のある町を1丁ばかり下ると、川には板橋がかかっている。人家は60軒ばかりで漁師と農民が入り交じっている。また問屋が3軒あり、いずれも旅籠屋をやっている。私もそこに泊まった。岩館番所よりは4里半、観音庵がある。
さて、間道を通るにはこの橋の下よりいほりの下を通って、この山の下をまわって行くのである。岩の上を飛び越えはなはだ難所である。また、屏風のような岩盤の上を通るところもある。しかし、往来の旅人は65文と相談の上のことなので、みなここを通っている。私も一度ここを通った。しかし、大間越の関所から秋田に出る時は65文をとるだけで、あとからはとらないそうである。